# 第32回インディペンデント・スピリット賞
第32回インディペンデント・スピリット賞は2016年の映画を対象とした賞で、2016年11月22日にノミネーションが発表された。なお、受賞者は2017年2月25日に発表された。

## ノミネート一覧

### 作品賞
- 『ムーンライト』
  - 『マンチェスター・バイ・ザ・シー』
  - 『アメリカン・ハニー』
  - 『ジャッキー/ファーストレディ 最後の使命』
  - 『或る終焉』

### 監督賞
- バリー・ジェンキンス - 『ムーンライト』
  - アンドレア・アーノルド - 『アメリカン・ハニー』
  - ケリー・ライヒャルト - 『ライフ・ゴーズ・オン 彼女たちの選択』
  - ジェフ・ニコルズ - 『ラビング 愛という名前のふたり』
  - パブロ・ラライン - 『ジャッキー/ファーストレディ 最後の使命』

### 主演男優賞
- ケイシー・アフレック - 『マンチェスター・バイ・ザ・シー』
  - ジェシー・プレモンス - 『母が教えてくれたこと』
  - ティム・ロス - 『或る終焉』
  - ヴィゴ・モーテンセン - 『はじまりへの旅』
  - デヴィッド・ヘアウッド - 『Free in Deed』

### 主演女優賞
- イザベル・ユペール - 『エル ELLE』
  - アネット・ベニング - 『20センチュリー・ウーマン』
  - ルース・ネッガ - 『ラビング 愛という名前のふたり』
  - ナタリー・ポートマン - 『ジャッキー/ファーストレディ 最後の使命』
  - サシャ・レーン - 『アメリカン・ハニー』

### 助演男優賞
- ベン・フォスター - 『最後の追跡』
  - クレイグ・ロビンソン - 『Morris from America』
  - シャイア・ラブーフ - 『アメリカン・ハニー』
  - ルーカス・ヘッジズ - 『マンチェスター・バイ・ザ・シー』
  - レイフ・ファインズ - 『胸騒ぎのシチリア』

### 助演女優賞
- モリー・シャノン - 『母が教えてくれたこと』
  - リリー・グラッドストーン - 『ライフ・ゴーズ・オン 彼女たちの選択』
  - エドウィーナ・フィンドリー - 『Free in Deed』
  - ポーリーナ・グラシア - 『Little Men』
  - ライリー・キーオ - 『アメリカン・ハニー』

### 脚本賞
- バリー・ジェンキンス、タレル・アルヴィン・マクレイニー - 『ムーンライト』
  - アイラ・サックス、マウリシオ・ザカリーアス - 『Little Men』
  - マイク・ミルズ - 『20センチュリー・ウーマン』
  - テイラー・シェリダン - 『最後の追跡』
  - ケネス・ロナーガン - 『マンチェスター・バイ・ザ・シー』

### 撮影賞
- ジェームズ・ラクストン - 『ムーンライト』
  - アヴァ・バーコフスキー - 『Free in Deed』
  - ロル・クローリー - 『シークレット・オブ・モンスター』
  - ロビー・ライアン - 『アメリカン・ハニー』
  - ザック・クーパーステイン - 『The Eyes of My Mother』

### 編集賞
- ナット・サンダース、ジョン・マクミロン - 『ムーンライト』
  - セバスチャン・セプルベダ - 『ジャッキー/ファーストレディ 最後の使命』
  - ジェニファー・レイム - 『マンチェスター・バイ・ザ・シー』
  - ジェイク・ロバーツ - 『最後の追跡』
  - マシュー・ハンナム - 『スイス・アーミー・マン』

### アンサンブル賞（ロバート・アルトマン賞）
- 『ムーンライト』

### 外国映画賞
- 『ありがとう、トニ・エルドマン』 ドイツ, ルーマニア
  - 『あの頃エッフェル塔の下で』 フランス
  - 『Aquarius』 ブラジル
  - 『ストロングマン』 ギリシャ
  - 『アンダー・ザ・シャドウ 影の魔物』 イギリス, イラン

### ドキュメンタリー映画賞
- 『O.J.: Made in America』
  - 『Cameraperson』
  - 『太陽の下で -真実の北朝鮮-』
  - 『私はあなたのニグロではない』
  - 『ソニータ』
  - 『13th -憲法修正第13条-』

### 第一回作品賞
- 『ウィッチ』
  - 『The Fits』
  - 『シークレット・オブ・モンスター』
  - 『スイス・アーミー・マン』
  - 『Other People』

### 第一回脚本賞
- ロバート・エガース - 『ウィッチ』
  - ステラ・メギー - 『Jean of the Joneses』
  - アダム・マンズバック - 『バリー』
  - クリス・ケリー - 『母が教えてくれたこと』
  - クレイグ・シロウィッヒ - 『Christine』

### ジョン・カサヴェテス賞
- 『Spa Night』
  - 『Free in Deed』
  - 『Hunter Gatherer』
  - 『ラブソングに乾杯』
  - 『Nakom』